# Csíkszentgyörgy borvízforrásai
Csíkszentgyörgy borvízforrásai a településen átfolyó patakok (Fiság, Monyasd, Kerekmagyaró) völgyében törnek fel.

## Története
Több borvízforrás található Csíkszentgyörgy területén, a településen szén-dioxidos gázfeltörések is megfigyelhetők. A nyugati határban, a Monyasd patak torkolatánál a Monyasdi- és a Katalalji borvízforrás tör fel. Vitos Mózes szerint a Monyasdi borvíz „gyenge ugyan, de ivásra használható”. Innen nem messze található az elmocsarasodott, elhanyagolt Sáskerti borvízforrás.
A Fiság-patak bal partján tör fel a Bálint Káruly borvíz, a forrás környékén, a patakmederben szén-dioxidos gázfeltörések figyelhetők meg.
A település keleti határában, a Kerekmagyaró-patak völgyében ismert még két, kis hozamú, nagy vastartalmú forrás, a Bikakerti vagy Árnyéki és a Bodosdi borvíz. Csíkszentgyörgyön van egy kezdetleges mofetta is, a Katalhomloki büdösgödör, amely a település nyugati határában, a Monyasdi borvíztől északra található. A jótékony gyógyhatású szén-dioxidos gázkiömlést már régóta használják a helyiek különböző betegségek kezelésére.

## Jellegzetessége
A csíkszentgyörgyi források kalcium-magnézium-hidrogén-karbonát típusú ásványvizek.